# わがいのち月明に燃ゆ
『わがいのち 月明に燃ゆ』は第二次世界大戦末期に戦没した日本の学徒・林尹夫の遺稿集。副題は「一戦没学徒の手記」。三高、京都帝国大学、海軍時代の友人、恩師、そして実兄の尽力で没後20年以上を経た1967年（昭和42年）に筑摩書房で出版された。保阪正康は日記の一部について｢一人の知識人たる戦没学徒の次代の者への遺言｣と評した。

## 概要

### 出版の経緯
林の戦死後、同期生が林の家族に秘密裏に戦死を伝え、その際没収されないように隠していた林の日記を兄に渡した。林の日記は4冊に分かれていたが、後半の2冊が貸し出されたままで所在不明となっており、林の同期である第14期飛行予備学生会が刊行した『あゝ同期の桜』の編纂に携わっていた友人の努力で原本がそろう。兄の出版の意図は「戦時下の青年が真実探求の誠実な努力をつくしたか、その一端をあきらかにすること」であった。雑誌「展望」 に発表された後に出版された。新版再刊もされている。

### 題名
題名は兄が搭乗機の被撃墜時の様相と満月、雲海、星、海などの情景から決定した。林はレーダーを装備した一式陸上攻撃機の偵察員であったが、1945年（昭和20年）夜間哨戒に出動。四国沖に接近していた米機動部隊への接触に成功したが、7月28日午前2時20分前後に撃墜され戦死している。乗機の一式陸上攻撃機は別名"ワンショット・ライター"と呼ばれ一撃で炎上し撃墜されるのが常であった。

### 構成
『わがいのち 月明に燃ゆ』は、第一部及び第二部が三高時代から戦死二週間前まで記された日記、付記として18歳で著した最初の文学評論である「ブッデンブロオク一家について」、最後の論文「近代ヨーロッパ経済史ノート」 で構成され、巻末には兄克也の手記と、親友大地原豊（古代インド言語学、京都大学文学部教授）の回想を収録。

## 林尹夫(はやし　ただお）
横須賀中学在校中は文学青年で、京大では西洋史を専攻した。三高時代の師は林について「恐ろしく優秀」 であったと述べ、また京大時代の師はその語学力に感嘆している。林は卒業後も大学に残るよう勧められていた学徒であった。
学徒出陣した林は海軍入隊後も学問への思いを絶ちがたく、書物を手放さなかった。最後の論文は海軍航空隊に配属になってから起稿したもので戦死により未完に終わる。林は軍国主義や戦争には批判的な意見を持っていたが、同時に「この時代に生まれてこのような形で死を迎えることになるのも運命」と考えていたという。
なお兄林克也は「林反応の研究」で海軍大臣特許を得た技術者であったが、反戦思考をもち特許権を放棄して海軍を辞めた人物であった。二人の間には相克もあったが、兄は学費を出し、戦中に面会した際は｢死ぬな｣と語りかけた。しかし林は｢もう全部終わったのだ。だめだよ兄さん｣と返事をし、兄をきつく抱きしめた。二人の永別であった。

## 出版
- 『わがいのち月明に燃ゆ　一戦没学徒の手記』筑摩書房、1967年
  - 筑摩叢書、1980年／ちくま文庫、1993年
- 完全版『戦没学徒 林尹夫日記　わがいのち月明に燃ゆ』

三人社「吉田山叢書」、2020年。ISBN 4866912626 - 現行版